# Luis Vargas Torres (Esmeraldas)
Luis Vargas Torres ist eine Parroquia rural („ländliches Kirchspiel“) im Kanton Eloy Alfaro der ecuadorianischen Provinz Esmeraldas. Verwaltungssitz ist die Ortschaft Playa de Oro. Die Parroquia besitzt eine Fläche von 743,52 km². Die Einwohnerzahl lag im Jahr 2010 bei 352.

## Lage
Die Parroquia Luis Vargas Torres liegt im Küstentiefland im Nordwesten von Ecuador. Im Süden reicht das Areal bis zur Cordillera Occidental mit Höhen von 3480 m. Der tiefste Punkt liegt im Norden der Parroquia auf einer Höhe von 135 m. Der Río Santiago fließt entlang der östlichen Verwaltungsgrenze nach Norden und entwässert dabei das Areal. Der Hauptort Playa de Oro befindet sich am Linksufer des Río Santiago 46,5 km südsüdöstlich vom Kantonshauptort Valdez. 
Die Parroquia Luis Vargas Torres grenzt im äußersten Norden an die Parroquias Concepción und 5 de Junio (beide im Kanton San Lorenzo), im Osten an die Parroquia Alto Tambo (ebenfalls im Kanton San Lorenzo), im Süden an die Provinz Imbabura mit den Parroquias 6 de Julio de Cuellaje, Peñaherrera und García Moreno (alle drei im Kanton Cotacachi), im Westen an die Parroquia Telembi sowie im Nordwesten an die Parroquias Atahualpa und Selva Alegre.

## Orte und Siedlungen
In der Parroquia gibt es neben Playa de Oro noch das Recinto Angostura.

## Geschichte
Die Parroquia Luis Vargas Torres entstand im Jahr 1961 als Abspaltung von der Parroquia Selva Alegre. Namensgeber der Parroquia war Luis Vargas Torres, ein ecuadorianischer Revolutionär und Nationalheld.

## Ökologie
Die Parroquia liegt mit Ausnahme des äußersten Nordens innerhalb des Nationalparks Cotacachi Cayapas.